# Ghelna barrowsi
Ghelna barrowsi là một loài nhện trong họ Salticidae.
Loài này thuộc chi Ghelna. Ghelna barrowsi được Kaston miêu tả năm 1973.